# Hapalodectidae
Hapalodectidae era una famiglia di acreodi relativamente piccoli, vissuti dal Paleocene all'Eocene.

## Descrizione
Gli apalodectidi differivano dai più grandi e meglio conosciuti mesonichidi dal momento che avevano denti predisposti per tagliare (presumibilmente, carne), mentre quelli dei mesonichidi, come Mesonyx o Sinonyx, erano predisposti per schiacciare le ossa. Un'altra caratteristica che li differenziava dai mesonichidi, è presente in Hapalodectes hetangenesis, il quale aveva una barra postorbitale che chiudeva le orbite oculari, una caratteristica che manca nei mesonichidi. Lo scheletro degli apalodectidi è poco conosciuto e degli elementi post-craniali, è stato descritto solo l'omero. La morfologia di quest'osso indica minor predisposizione per la locomozione terrestre rispetto ai mesonichidi.

## Tassonomia
Una volta, gli apalodectidi erano considerati una sottofamiglia dei mesonichidi, ma il ritrovamento di un teschio di Hapalodectes hetangensis, mostrò le ulteriori differenze giustificando l'inserimento in una famiglia diversa.

## Distribuzione e habitat
Gli apalodectidi erano diffusi nel Nord America e nell'Asia.